# ناکانوکوچی، نیگاتا
ناکانوکوچی، نیگاتا (به لاتین: Nakanokuchi) یک منطقهٔ مسکونی در ژاپن است که در Hokuriku region واقع شده‌است. ناکانوکوچی ۶٬۴۰۶ نفر جمعیت دارد.